# Стонтон (Илиноис)
Стонтон (енгл. Staunton) град је у америчкој савезној држави Илиноис. По попису становништва из 2010. у њему је живело 5.139 становника.

## Демографија
Према попису становништва из 2010. у граду је живело 5.139 становника, што је 109 (2,2%) становника више него 2000. године.
| Група             | 2000.         | 2010.         |
| Белци             | 4.945 (98,3%) | 4.993 (97,2%) |
| Афроамериканци    | 5 (0,1%)      | 15 (0,3%)     |
| Азијати           | 16 (0,3%)     | 24 (0,5%)     |
| Хиспаноамериканци | 37 (0,7%)     | 36 (0,7%)     |
| Укупно            | 5.030         | 5.139         |